# Lucky Fred
Lucky Fred é uma série animada ítalo-espanhola-filipina criado por Myriam Ballesteros, criadora também de Sandra the Fairytale Detective e Lola & Virginia. . Na América Latina, a série estreou pela Nickelodeon no dia 1 de novembro de 2011. Em Portugal, a série estreou pelo Canal Panda no dia 19 de janeiro de 2013 e mais tarde no dia 2 de novembro de 2017 no Nickelodeon. 

## Sinopse
A trama conta a história de Fred, um menino de 13 anos que vive muitas aventuras quando um robô do espaço cai no telhado de sua casa e acaba parando em seu quarto no meio da noite. Fred se torna o feliz proprietário deste robô que tem um superpoder: pode se transformar em qualquer coisa. 

## Personagens
Fred Luckpuig: é um calouro do ensino médio, otimista, alegre e entusiasmado. Um cara impulsivo e social. Fred prefere tomar o caminho mais fácil, ou a maneira mais legal, quando se trata de resolver problemas difíceis, especialmente se elas envolvem a escola. Ele tenta seu melhor jeito quando ele quer impressionar seus amigos, ou a menina que ele gosta. Fred tem um pouco despreocupada auto-confiança e é leal a morte de seus amigos Friday e Brains. Às vezes, quando o pânico ataca-lo, ele entra em um estado de confusão e não pode tomar qualquer decisão ou ele faz o pior deles.
Agente Brains:  é incrível. Ela é uma garota de 15 anos, que é academicamente brilhante, humilde, culta e totalmente no controle. Ela é ágil e forte, tendo sido ensinado na Academia dos Protetores, onde foi treinada, e ensinada tudo, exceto como ser uma garota normal. Agora que ela foi designada para proteger a Terra, ela tem que fazer um esforço a fim de passar para 'Braianna Robeaux', uma garota desajeitada nerd quase invisível, com atendimento ruim e notas ruins. Todos os professores pensam que Braianna não tentam o suficiente. Quando Brains está de plantão, ela irradia auto-confiança e prova ser uma verdadeira especialista em engenharia e ciência robótica.
Friday: é um robô alienígena capaz de se transformar em qualquer coisa de acordo com ordens de Fred. Friday adora ir para a escola com Fred escondida em sua bolsa, transformado em um relógio, ou um leitor de MP3. Friday obedece ordens de Fred como seu irmão mais novo, fazendo tudo o que ele diz com entusiasmo. Friday é como uma criança grande - entusiasmado, impulsivo, impaciente e brincalhão. Friday é uma máquina muito sofisticada, mas ele tem seus pontos fracos. Por exemplo, se ele se molhar, ele pode obter em curto-circuito e se comportam de uma forma inesperada, ou se ele fica muito perto de um ímã, sua memória será severamente danificado. Friday foi concebido como uma arma poderosa para a proteção da Terra e programado para obedecer somente a voz do seu mestre, que era para ser a Agente Brains. Quando Friday foi enviado para a Terra, um pequeno acidente fez com que ele caiu ao lado de Fred, em vez de aterrizar na plataforma da casa de Brains. No entanto, o pai da Agente Brains, comandante dos Super Protetores, ainda acredita que tudo saiu como o planejado e que o Annihilator ainda está sob controle de Brains.
Super Comandante: Ele é a cabeça dos Protetores e ele também é pai de Brianna. Ele raramente aparece em pessoa e geralmente aparece no Painel de Controle.
Sir Percival: Muito antes de Friday entrar em cena, Sir Percival era o melhor amigo de Fred. Sir Percival, como todos os outros em torno de Fred, não sabe sobre a existência de friday e não tem ideia sobre a identidade secreta do Braianna.
Nora: Ela é a garota Fred tem uma queda. Ela é de boa aparência, embora ela não está consciente e é um pouco tímida. Quando ela está por perto, Fred perde e se comporta estupidamente.
Corky Patorpe: É uma criador de problemas. Ela é usada para fazer comentários negativos em sala de aula. Corky não é muito atraente, mas ela ainda acha que ela é a garota mais bonita e que os meninos são loucos por ela. Ela se veste realmente antiquado, mas ela acredita que ela é um ícone elegância e ela olha para baixo em todos. Ela é a irmã mais nova de Mort.
Mort Patorpe: Ele é o jornalista oficial para o jornal da escola. Mort é sempre leva à tona os segredos de Brianna, embora ele não tem ideia se eles têm alguma coisa ou não. Ele simplesmente gosta de implicar com os problemas dos outros, a fim de anunciar a si mesmo. Em mais de uma ocasião, sua câmera quebra justamente quando ele tomou o tiro que poderia colocar a missão Brains Agente em risco. Mort é irmão mais velho de Corky.
Sr Fractal: Odeia seus alunos, e é por isso que ele é o mais difícil de ser superado na escola. Ele acha que é muito inteligente e adora matemática. Sua voz é quase sinistra. Ele normalmente é desapontado pela Braianna.
Sr. Amígdalas: Sempre esta resfriado. Ele ensina História e Literatura. Há poucas coisas na Terra mais chato do que suas aulas. Se não fosse por seu espirro, seus alunos iria dormir com eles.
Diretora Darling: É uma mulher austera e sem humor. Ela é a encarnação da justiça. Não há nada acontecendo nos corredores que escapa dela. Diretora Darling não confia em Fred nem um pouco.
Simon Luckpuig: Ele é pai de Fred e gosta de passar um tempo com seu único filho, como ir de pesca e fazer tarefas, como o exercício. Ele é atlético, forte, carismático e um homem encorajador.
Raquel Luckpuig: Como o marido, ela também é atlética, forte e carismática, no entanto, ela pode ser uma boa pessoa, mas ela é de pavio curto, principalmente nos erros que o Fred comete e também para estragar sua própria casa, seja ele sozinho ou com seus amigos.
Wally K: Wally é grande, desajeitada e não muito brilhante. Ele é o mais movimentado valentão de todos. Fred tenta se manter longe dele, mas sem saber como, ele sempre acaba sendo um dos seus alvos preferidos.

## Episódios
| Temporada | Temporada | Estreia no Brasil     | Estreia no Brasil      | Estreno na Espanha      | Estreno na Espanha | Estreno em Portugal   | Estreno em Portugal |
| Temporada | Temporada | Estreia               | Final                  | Estreia                 | Final              | Estreia               | Final               |
| --------- | --------- | --------------------- | ---------------------- | ----------------------- | ------------------ | --------------------- | ------------------- |
| 1         | 52        | 1 de novembro de 2011 | 24 de novembro de 2012 | 20 de fevereiro de 2012 | TBA                | 19 de janeiro de 2013 | TBA                 |

## Elenco de Dublagem
| Personagem              | EUA Original     | Dubladores Brasil | Dobradores Portugal |
| ----------------------- | ---------------- | ----------------- | ------------------- |
| Fred Luckpuig           | Rupert Degas     | Gustavo Pereira   |                     |
| Agente Brains/ Braianna | Elizabeth Sankey | Ana Lúcia Menezes |                     |
| Friday                  | Paul Kaye        | Phillipe Maia     |                     |
| Super Comandante        | Rupert Degas     | Marco Antonio     |                     |
| Sir Percival            | Jules de Jongh   | Charles Emmanuel  |                     |
| Nora                    | Jules Dejongh    | Adriana Torres    |                     |
| Eddie                   | David Freedman   | José Leonardo     |                     |
| Wally K                 | Rupert Degas     | Paulo Vignolo     |                     |
| Mort Patorpe            | Elizabeth Sankey | Erick Bougleoux   |                     |
| Diretora Darling        | Beth Chalmers    | Mariana Torres    |                     |
| Cabeça de Ovo           | Beth Chalmers    | Alexandre Moreno  |                     |